# 温泉镇 (庆阳市)
温泉镇，是中华人民共和国甘肃省庆阳市西峰区下辖的一个乡镇级行政单位。
2014年，甘肃省民政厅批复同意撤销温泉乡，设立温泉镇。

## 行政区划
温泉镇下辖以下地区：
温泉村、黄官寨村、地庄村、八里庙村、何家坳村、刘家店村、巨家塬村、新桥村、米家堡村、齐家楼村和湫沟村。